# Ottone Rosai

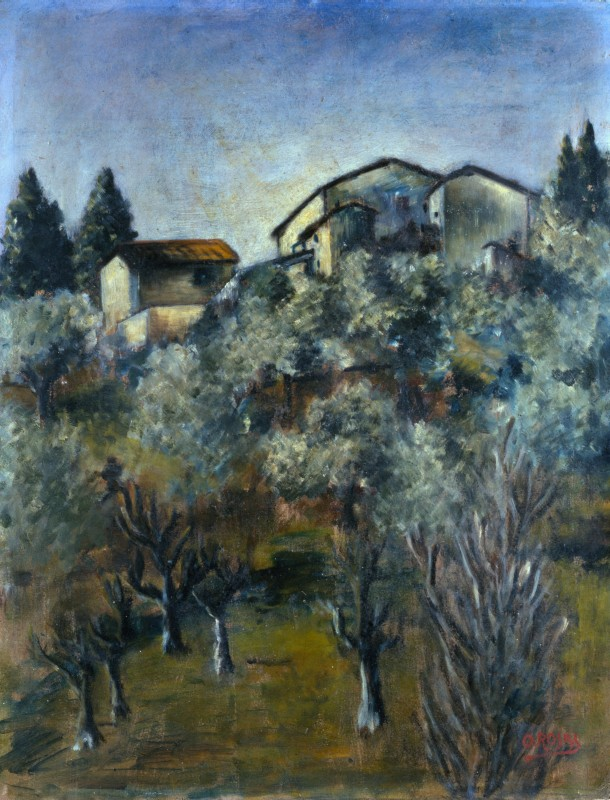
Paesaggio, 1922 ca.

Ottone Rosai (Firenze, 28 aprile 1895 – Ivrea, 13 maggio 1957) è stato un pittore italiano.

## Biografia
Figlio di un artigiano, Giuseppe Rosai, e di Daria Deboletti, aveva due fratelli, Oreste e Perseo, e una sorella, Ada.
Conseguito il diploma all'Istituto Statale d'Arte frequenta l'Accademia di Belle Arti, da cui viene espulso dopo pochi anni per cattiva condotta. Prosegue pertanto come autodidatta, e in questo periodo sono significativi gli incontri con Giovanni Papini e soprattutto con Ardengo Soffici, che lo avvicina all'arte futurista e al movimento di Marinetti. Da qui traggono ispirazione le sue prime opere (Bottiglia + zantuntun, 1912). Prima del rigore pittorico degli anni venti e trenta, alla fase futurista si alterna un breve periodo cubista (Paesaggio, 1914).

### Gli inizi
Esordisce nel 1913 alla Mostra del Bianco di Pistoia con l'acquaforte Case civette, stilisticamente ispirata alle opere di Edward Gordon Craig.
Aderendo al futurismo, il 9 Dicembre 1914 si arruola come volontario nel Regio Esercito, incorporato il 22 Gennaio 1915 nel 1º Reggimento Granatieri di Sardegna dove partecipa alla prima guerra mondiale ricevendo due medaglie d'argento e conquistando il 10 Ottobre 1917 il grado di Aiutante di Battaglia. Alla fine della guerra, il rientro nella società è difficile e Rosai trova nelle nuove idee del giovane Benito Mussolini l'entusiasmo e lo slancio che cercava per opporsi alla borghesia e al clericalismo che tanto detesta. Diventa uno squadrista fascista.
In questo periodo la sua pittura ritrae persone della sua famiglia, nature morte o figure di anziane tristemente sedute. Nel novembre 1920 tiene la sua prima esposizione personale a Firenze. Nel 1922 la sua vita è segnata dal suicidio del padre, annegatosi in Arno per debiti. Nei suoi scritti giovanili rivela di sentirsi colpevole di quella morte, e di dover vivere due vite, la sua e quella del padre. Per risanare la difficile situazione economica della famiglia, è infatti costretto a rilevare la bottega di falegnameria del padre e a diradare la sua attività pittorica.
Nel periodo della maturità, Rosai si dedica invece all'osservazione degli umili e alla descrizione di scene di vita quotidiana, improntate al tipico populismo toscano; esse sono riconducibili ad una fase della pittura italiana che può definirsi post-futurista, caratterizzata dal ritorno all'ordine, dove a emergere sono volumi, contorni nitidi e colore ricco. In particolare, l'uso dei volumi e dei colori di Rosai si ispira fortemente a Cézanne. Allo stesso tempo, la sua pittura resta tipicamente fiorentina e in essa riecheggia il Quattrocento di Masaccio (Giocatori di toppa, 1920 - Donne alla fonte, 1922 - Il concertino, 1927).

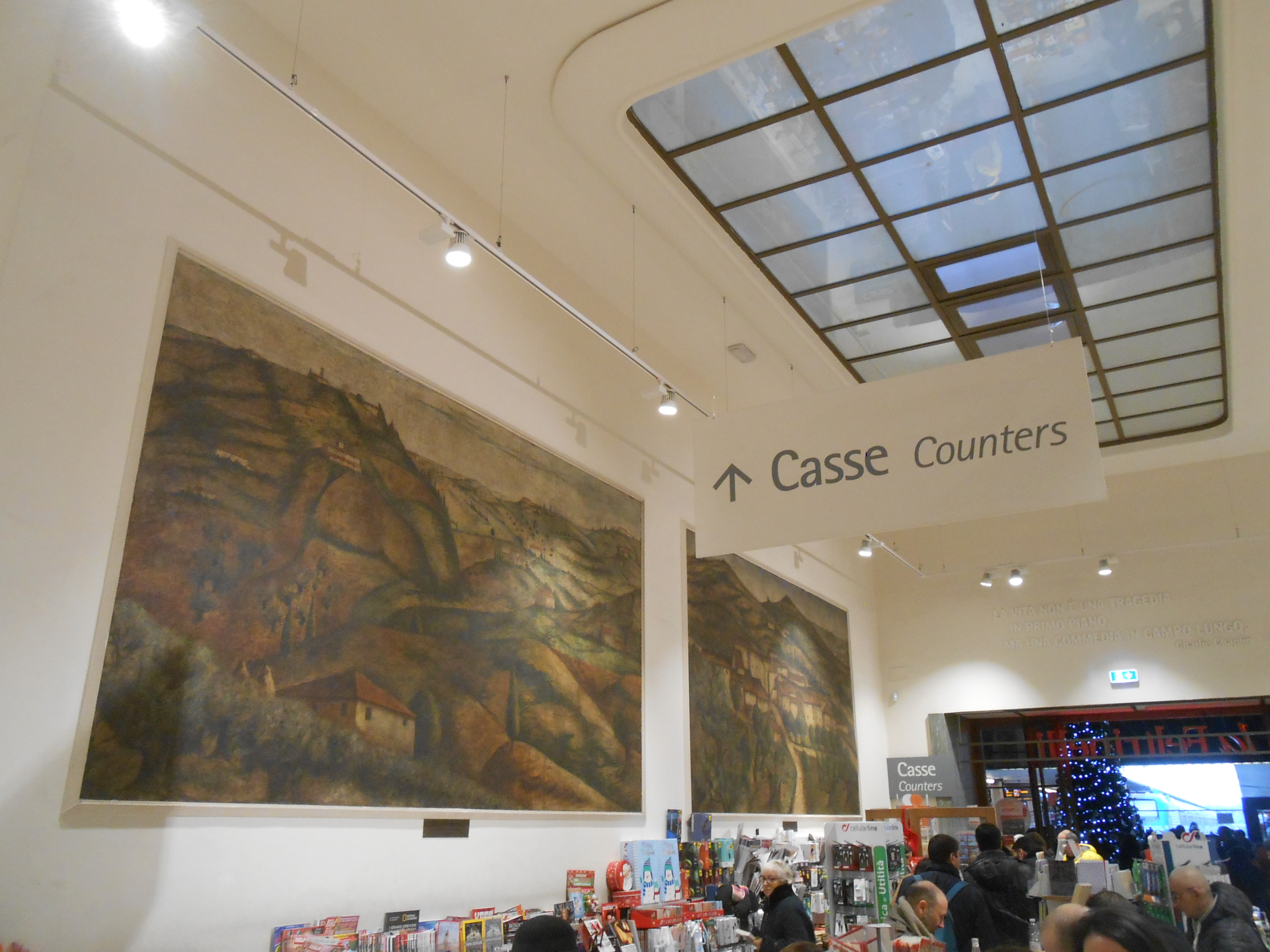
Opere di Ottone Rosai nel bar della Stazione di Firenze Santa Maria Novella

### La sofferenza e il successo
Fino al 1929 collabora come illustratore ad alcune testate dell'epoca fascista (Il Selvaggio, Il Bargello). La stipula dei Patti Lateranensi è per lui la conferma che l'anticlericalismo del primo Mussolini è stato tradito e provoca in lui una violenta reazione, che si traduce nella pubblicazione di uno scritto (Per lo svaticanamento dell'Italia) che desta scalpore tra le gerarchie fasciste. Nell'imbarazzo della federazione fiorentina, la voce dissenziente del pittore viene messa a tacere, facendo venire a galla particolari della sua vita privata finora tollerati e tenuti nascosti. Le voci di omosessualità minacciano di penalizzare il suo lavoro di artista, e Rosai viene praticamente costretto a sposare un'amica d'infanzia, che conosce e accetta le sue abitudini e le sue frequentazioni.
I quadri di Ottone Rosai vedono spesso protagonisti umili e pacifici popolani, colti in atteggiamenti quotidiani. Essi, posti nel contesto della pittura italiana del ventennio fascista, quindi spesso ricollegati a una maniera di regime, in realtà nascondono un'intima contraddizione: sono infatti la risposta mite e pacifista all'eroica e dannunziana energia vitale inneggiata dai Futuristi.
Negli anni trenta il disagio esistenziale di Rosai lo conduce a vivere in luoghi isolati, lontani dalla comunità, e la sua pittura si carica di collera e di pessimismo; i suoi autoritratti delineano una figura di artista tormentato e dolente, ma nel 1932 arriva la sua consacrazione a pittore di primo livello con una personale a Palazzo Ferroni, nella sua città. Fanno seguito numerose altre esposizioni in altre città, fra cui Milano, Roma, Venezia.
Nel 1939 viene nominato professore di figura disegnata al Liceo Artistico, e nel 1942 gli viene assegnata la cattedra di pittura all'Accademia di belle arti di Firenze.
Dopo l'8 settembre 1943, Rosai viene fatto oggetto di una brutale aggressione, questa volta da parte di antifascisti. Nel 1944 gli fu portato in casa Bruno Fanciullacci, ferito; l'omicidio da questi compiuto ai danni del filosofo Giovanni Gentile sollevò l'indignazione di Rosai che subito gli rinfacciò «Bella impresa uccidere un povero vecchio».

### Gli ultimi anni
Nel 1949-1950, Rosai aderisce al progetto dell'importante collezione Verzocchi, sul tema del lavoro, inviando, oltre a un autoritratto, l'opera I muratori; la collezione Verzocchi è attualmente conservata presso la Pinacoteca Civica di Forlì.
Negli anni cinquanta comincia a farsi conoscere in ambito internazionale, partecipando a rassegne in città come Zurigo, Parigi, Londra, Madrid. Un'esposizione organizzata a Firenze viene riproposta poi nei musei di molte città tedesche.
A Firenze nel 1954 dipinge e dona gratuitamente, in seguito all'iniziativa del Comitato per l'estetica cittadina di rinnovare gli antichi tabernacoli in rovina con opere di artisti contemporanei, una Crocifissione, la quale testimonia il perdurare dell'interesse di Rosai per la tradizione tre-quattrocentesca toscana: Giotto e Masaccio sono ancora i punti di riferimento di un linguaggio che si è fatto tuttavia, con gli anni, sempre più aspro e scontroso, esasperando la propria radice espressionista. Riduce la pittura a segni brutali e adotta una cromia dai toni sordi e cupi, stravolgendo le fisionomie in maschere di un crudo primitivismo. Ciò che negli anni venti e trenta, gli anni di "Strapaese", aveva significato per lui un recupero di semplicità brutale e piena di vigore, lascia il posto nel dopoguerra a un universo pittorico che non sembra trovare sollievo neanche nella fede e mette in scena una sacra rappresentazione di raggelante forza espressiva.
Durante una collettiva allestita nella città di La Spezia, stizzito dal giudizio non benevolo sui suoi quadri a confronto di quelli del "giovane" pittore Gualtiero Passani (Carrara 1926-Lucca 2019) che nell'occasione attiravano maggiormente l'interesse del pubblico, con rabbia conficcò il sigaro acceso in un suo quadro, accompagnando il gesto con una serie di imprecazioni alla volta del gallerista, colpevole a suo dire di aver disposto le opere del Passani di fronte alle sue. Sembra che tanta fosse la sua rabbia che si rifiutò di ritirare l'invenduto a fine mostra. Sempre in quel periodo, violentando in qualche modo la propria indole scontrosa e oltremodo riservata, si fa affiancare da alcuni giovani artisti permettendo loro una piena collaborazione; un sodalizio anomalo, che ha vita assai breve}}

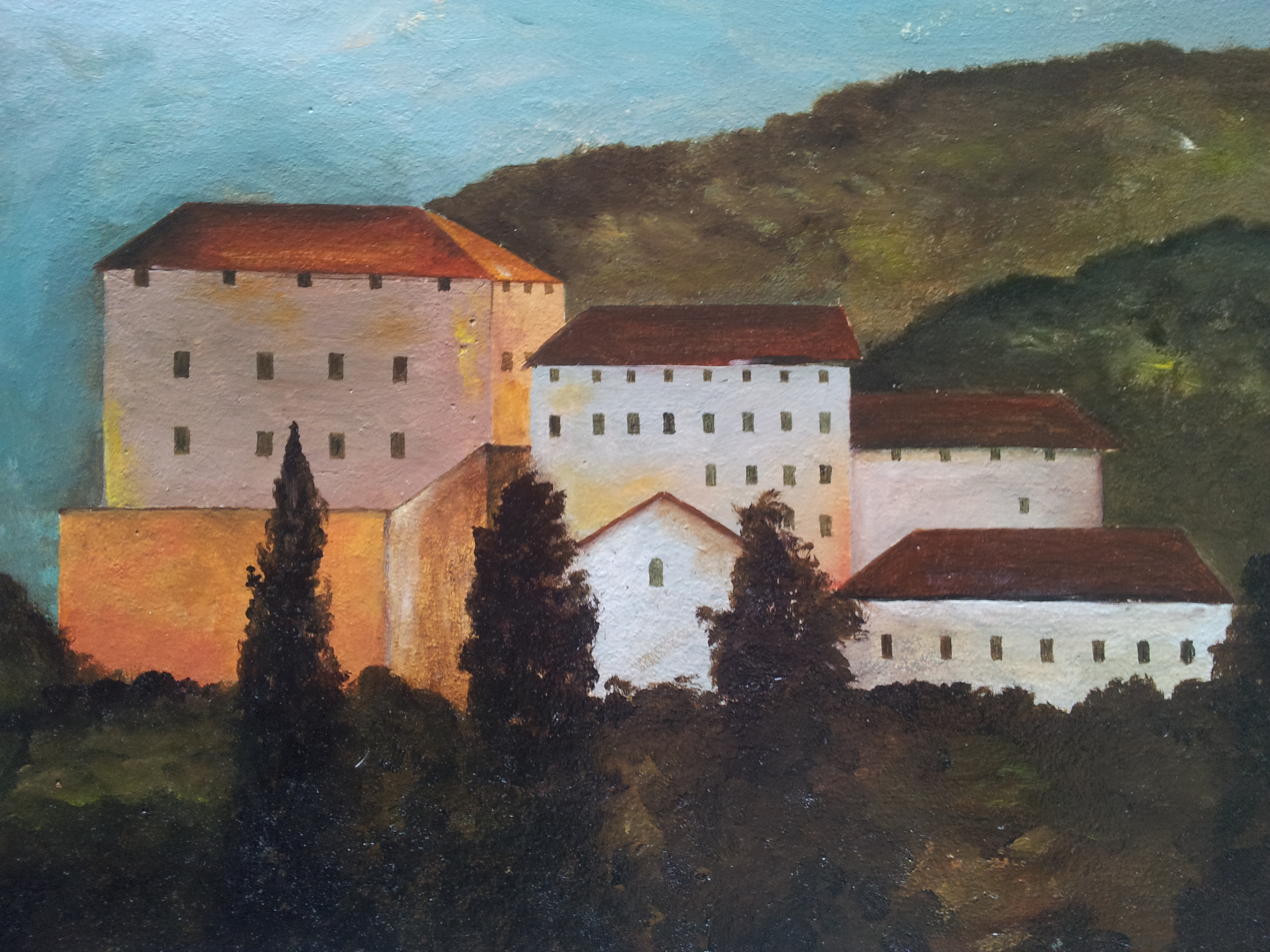
Belvedere nel 1923 (40 x 30 cm) appartenente all'Ing. Eligio Boggione

A Venezia, in occasione della XXVIII edizione della Biennale d'arte di Venezia del 1956, viene allestita una grande retrospettiva della sua opera.
Nel 1957, mentre cura ad Ivrea l'allestimento di una sua personale, muore colto da infarto, in una camera dell'Albergo Dora. È sepolto nel cimitero delle Porte Sante in Firenze.

## Lascito al comune di Firenze
All'inizio degli anni Sessanta numerose vedute di Rosai pervengono nelle Collezioni civiche del Comune di Firenze dove, grazie al lascito Fei/Rosai, confluiscono anche le serie dei Tondini e degli Amici; sono dipinti che ritraggono persone a lui care, realizzati negli anni Quaranta e Cinquanta e destinati ad una fruizione privata, a lungo conservati nella sua casa studio. I personaggi ritratti sono letterati, critici e artisti con cui Rosai aveva condiviso la propria esistenza. Tra questi si ricordano: Valerio Zurlini, Carlo Bo, Piero Bigongiari, Enrico Vallecchi, Ardengo Soffici, Giuseppe Ungaretti, Sebastiano Timpanaro, Raffaello Franchi, Piero Santi, Michelangelo Masciotta, Mario Luzi, Giuseppe Viviani, Giuseppe Cesetti, Giulia Veronesi, Giorgio de Chirico, Gianfranco Contini, Eugenio Montale, Elio Vittorini, Domenico Giuliotti, Augusto Hermet, Antonio Delfini, Alessandro Parronchi, Rafael Lasso de la Vega (Marchese di Villanova).
Alcuni dipinti delle due serie sono oggi esposti nella sezione 12 del Museo Novecento di Firenze, intitolata Ottone Rosai: Poeti, Critici e Artisti. A ulteriore testimonianza del milieu culturale nel quale Rosai si trovò ad operare, le voci di Piero Bigongiari, Mario Luzi, Eugenio Montale e Giuseppe Ungaretti, intenti nella lettura dei propri componimenti, risuonano nell’ambiente grazie a riproduzioni sonore.
Numerose mostre postume delle sue opere sono state allestite, in collettive ed in personali, in diverse città d'Italia e d'Europa, tra cui Milano, nel 1982, al Centro d'Arte Cultura e Costume.
Ottone Rosai è ricordato anche come scrittore: le sue opere letterarie più significative sono: Il libro di un teppista (1919) in cui narra delle sue esperienze di guerra, Via Toscanella (1930), Dentro la guerra (1934) e Vecchio Autoritratto, (1951).
Di grande importanza per la conoscenza dell'uomo e dell'artista è la sua corrispondenza, pubblicata solo molti anni dopo la sua morte: Lettere, 1914-1957, 1974.

## Opere
(Elenco parziale)
- Villaggio (1914)
- La casa del Tarpa (1922)
- Via Toscanella (1922)
- Conversazione (1922)
- Belvedere (1923)
- Il muro del Carmine (1924)
- Giocatori di toppa (1928)
- L'artigiano (1939)
- Venditore di lupini sul Lungarno (1939)
- Figure al caffè (1941)
- Giocatori di carte (1943)
- Paesaggio (1944)
- Muro rosso (1945)
- I muratori (1949-1950)
- Paesaggio (1950)
- Ulivi (1950)
- Musicante (1951)
- Ritratto di Ezio Casamonti (1952)
- Crocifissione (1954)
- Ritratto di Romano Bilenchi (1954-1955)
- San Vincenzo (1955)
- Il parroco (1955)
- Cupolone con campanile (1957)
- Carabinieri
- Adunata
- Scorcio di via Cittadella
- Piazza del Carmine
- Ritratto di Mino Maccari
- Via San Leonardo (diverse versioni)

## Ottone Rosai nei musei
- Museo del Novecento di Milano
- Galleria d'Arte Moderna di Firenze
- Museo Novecento di Firenze
- Collezione Roberto Casamonti, Firenze
- Palazzo Romagnoli di Forlì
- MAGI '900 di Pieve di Cento (BO)
- Museo Palazzo Ricci, Macerata
- Pinacoteca comunale Attilio Moroni, Porto Recanati
- Museo di arte moderna e contemporanea, Udine
- Galleria d'Arte Contemporanea della Pro Civitate Christiana, Assisi